# Защитники. Книга 1
«Защитники. Книга 1» — комикс-приквел супергеройского фильма «Защитники».

## Сюжет
Комикс состоит из двух сюжетных историй рассказывающих о деятельности четырёх оперативников секретного ведомства «Патриот» во времена Холодной войны. Первая из них называется «Самый крайний север», вторая — «Новая земля». В обоих историях сценаристом выступил Андрей Гаврилов, который работал в данном качестве и над фильмом.

### Самый крайний север
Над изобразительной частью комикса работал  художник-иллюстратор . Сюжет рассказывает об испытуемом военнопленном немце, который вошёл в программу по созданию советского суперсолдата. Со временем новый суперсолдат названный Глетчером предал своё новое руководство и подался в бега, став террористом-суперзлодеем. Четвёрке основных героев даётся задание разобраться с ренегатом и его террористическими угрозами.

### Новая земля
В истории «Новая земля» за рисунок отвечал Рафаэль Тер-Степанов, а в качестве колориста выступил Александр Малышев. По сюжету четвёрку главных героев отправляют на архипелаг Новая земля. Согласно данным, вследствие многочисленных испытаний ядерных бомб на архипелаге и окружающей местности начали мутировать животные. Героям предстоит провести разведку и сообщить о своих успехах руководству.

## Создание комикса
Ещё до выхода фильма Защитники Сарик Андреасян объявил что будет выпущена сопутствующая продукция в виде комиксов, книг и мерчендайза.

## Критика
Книга комиксов получила смешанные отзывы критиков.
Многие издания к выходу книги комиксов «Защитники. Книга 1» отнеслись с негативной критикой к обложке за авторством Тер-Степанова и Малышева, заявив непропорциональность некоторых персонажей, проблемы с композицией рисунка и копирование образа крылатого человека с комиксов Marvel. Портал Life отнёсся критически к изображению зомби в форме советских солдат, считая что это оскорбительно. Главный редактор комикс-издательства Bubble Роман Котков заявил что обложка сделана не на таком высоком уровне к которому привыкли в России, также отметив, что такой художник как Рафаэль Тер-Степанов может рисовать и более качественно. Положительную критику обложка комикса получила в рецензиях от журнала DARKER и сайта «Блог Сорка».
Намного большей положительной критике удостоилась история «Новая земля». Была оценена работа над комиксом Рафаэля Тер-Степанова и колориста Александра Малышева.